# Скупейко Артем Вікторович
Арте́м Ві́кторович Скупе́йко (22 березня 1995 — 30 січня 2018) — старший матрос Збройних сил України, учасник російсько-української війни.

## Життєпис
Народився 1995 року в Горностаївці (Херсонська область). 2012-го закінчив одинадцять класів Горностаївської ЗОШ № 1; працював охоронцем. 22 квітня 2013 року призваний на строкову службу, яку проходив до 2015 року — спочатку в Криму, після анексії півострова був виведений на материк.
31 березня 2016 року вступив на військову службу за контрактом; після підготовки у 198-му навчальному центрі був направлений в окремий батальйон морської піхоти. Старший матрос, снайпер-розвідник розвідувального відділення розвідувального взводу 503-го батальйону.
30 січня 2018 року загинув пополудні від кулі снайпера під час виконання бойового завдання поблизу смт Талаківка.
1 лютого 2018-го похований у Горностаївці, заупокійну службу провів архієпископ Сімферопольський і Кримський Климент; цей день оголошено Днем жалоби в Горностаївському районі.
Без Артема лишились мама та сестра.

## Нагороди та вшанування
- указом Президента України № 98/2018 від 6 квітня 2018 року «за особисту мужність і самовіддані дії, виявлені у захисті державного суверенітету та територіальної цілісності України, зразкового виконання військового обов'язку» — нагороджений орденом «За мужність» III ступеня[1]
- відзнакою «За оборону Маріуполя»
- відзнакою Президента України «За участь в антитерористичній операції»
- 23 березня 2018 року в Горностаївській школі № 1 відкрито меморіальну дошку Артему Скупейку.
- Вшановується в меморіальному комплексі «Зала пам'яті», в щоденному ранковому церемоніалі 30 січня[2][3].